# Корнієнко Максим Вікторович
Максим Вікторович Корнієнко — проректор Одеського державного університету внутрішніх справ, доктор юридичних наук, професор, полковник поліції.

## Життєпис
Народився у 1979 року в смт. Гребенки Васильківського р-ну Київської області.

### Здобуття вищої освіти
У 2002 році закінчив Національну академію внутрішніх справ України за спеціальністю «Правознавство».

### Служба в органах внутрішніх справ
Службу в органах внутрішніх справ розпочав у серпні 1996 року.
У липні 2000 року був призначений оперуповноваженим групи карного розшуку 13 МВМ Подільського РУ ГУМВС України в м. Києві.
Протягом 2003-2005 років перебував на посаді ад’юнкта докторантури та ад’юнктури центру підготовки науково-педагогічних кадрів навчально-наукового інституту управління Національної академії внутрішніх справ України.
З грудня 2005 до червня 2013 року проходив службу в органах внутрішніх справ на посадах середнього та начальницького складу підрозділів ДСБЕЗ та громадської безпеки.
З червня 2013 до листопада 2015 року – доцент кафедри адміністративної діяльності ОВС та економічної безпеки факультету підготовки фахівців для підрозділів кримінальної міліції Одеського державного університету внутрішніх справ.
У грудні 2015 року розпочав службу в Національній поліції України на посаді професора кафедри адміністративної діяльності ОВС та економічної безпеки факультету № 2.
З вересня 2019 року обіймав посаду завідувача кафедри адміністративної діяльності поліції факультету підготовки фахівців для підрозділів превентивної діяльності Одеського державного університету внутрішніх справ.
З січня 2022 року призначений проректором Одеського державного університету внутрішніх справ.

## Наукова діяльність
Захистив дисертацію на здобуття наукового ступеня доктора юридичних наук в Одеському державному університеті внутрішніх справ за спеціальністю 12.00.09 – кримінальний процес та криміналістика; судова експертиза; оперативно-розшукова діяльність за темою «Концептуальні основи протидії насильницьким злочинам щодо дітей».
Автор і співавтор понад  228 наукових і навчально-методичних праць, серед яких монографії, посібники, методичні рекомендації, наукові статті.

### Свідоцтва про реєстрацію авторського права на твір
У співавторстві та одноособово отримано 12 свідоцтв про реєстрацію авторського права на твір:
- свідоцтво про реєстрацію авторського права на твір «Концептуальні основи протидії насильницьким злочинам щодо дітей» № 91418 від 08.08.2019;
- свідоцтво про реєстрацію авторського права на твір «Роль поліцейських у запобіганні та протидії домашньому насильству» № 92087 від 02.09.2019;
- свідоцтво про реєстрацію авторського права на твір «Методичні рекомендації впровадження тренінгових занять в освітній процес закладу вищої освіти» № 92088 від 02.09.2019;
- свідоцтво про реєстрацію авторського права на твір «Методичні рекомендації з питань забезпечення рівних прав та можливостей жінок і чоловіків для працівників органів державної влади та місцевого самоврядування» № 93305 від 21.10.2019;
- свідоцтво про реєстрацію авторського права на твір «Що таке гендер? Брошура для населення» № 93306 від 21.10.2019;
- свідоцтво про реєстрацію авторського права на твір «Пам’ятка дій поліцейських щодо протидії адміністративним правопорушенням у сфері незаконного обігу наркотичних засобів та психотропних речовин» № 93078 від 16.10.2019;
- свідоцтво про реєстрацію авторського права на твір «Кваліфікація кримінальних правопорушень проти громадської безпеки та громадського порядку» № 101359 від 22.12.2020;
- свідоцтво про реєстрацію авторського права на твір «Адміністративні матеріали: підстави та порядок складання» № 101358 від 22.12.2020;
- свідоцтво про реєстрацію авторського права на твір «Роль поліцейських у запобіганні та протидії домашньому насильству» № 101429 від 24.12.2020;
- свідоцтво про реєстрацію авторського права на твір «Кваліфікація адміністративних правопорушень» № 101428 від 24.12.2020;
- свідоцтво про реєстрацію авторського права на твір «Контроль за вчиненням злочинів у сфері обігу наркотичних засобів, психотропних речовин, їх аналогів або прекурсорів: організаційно-правові аспекти» № 117452 від 23.03.2023;
- свідоцтво про реєстрацію авторського права на твір «Перспективи освіти поліцейських: майбутні правники чи токсоти» № 117453 від 23.03.2023.

## Нагороди та відзнаки
Відзнака МВС України – нагрудний знак «За відзнаку в службі» ІІ ступеня.
Відзнака МВС України – нагрудний знак «За відзнаку в службі» І ступеня.